# Mark Blundell
Mark Blundell (Chipping Barnet, Londres, 8 de abril de 1966) es un expiloto británico de automovilismo. Participó en 63 Grandes Premios de la Fórmula 1 en 1991, y entre 1993 hasta 1995, y logró un total de 32 puntos.
También compitió en la CART (desde 1996 hasta 2000) donde ganó 3 carreras y terminó sexto en el campeonato de 1996 como mejor resultado. También venció en las 24 Horas de Le Mans de 1992 con Derek Warwick y Yannick Dalmas con un Peugeot 905 oficial.
Blundell se desempeñó como comentarista de las transmisiones de Fórmula 1 de la cadena británica ITV desde 2002 hasta 2008.

## Carrera deportiva

### Inicios
Desde joven, Blundell estuvo siempre ligado al mundo del motor. Con 14 años, comenzó a competir en pruebas de motocross por toda Inglaterra. Con 17 años se pasó a los vehículos de cuatro ruedas, compitiendo en la Fórmula Ford inglesa, donde terminó segundo en su categoría además de 25 victorias y 24 poles. Fue ascendiendo de categorías, comenzando a participar en competiciones europeas, llegando a ganar el campeonato de Europa de Fórmula Ford 2000 en 1986.
Sin pasar por la Fórmula 3, Blundell dio el salto a la Fórmula 3000 en 1987 con el equipo Tom's-Toyota. A pesar de pilotar un coche de limitadas prestaciones, obtuvo un segundo puesto en Spa-Francorchamps y dos sextos puestos.
En 1988 recaló en el equipo Lola, en aquellos momentos uno de los equipos más importantes de la F3000. Aquella temporada terminó en sexta posición en la clasificación final, habiendo subido al podio en tres carreras.

### Fórmula 1 y resistencia
Para la temporada 1989, Blundell firma un contrato con el equipo Nissan del Campeonato Mundial de Resistencia, donde logró dos podios. En paralelo, continuó por tercer año en la Fórmula 3000, logrando un podio y otros tres arribos en zona de puntos. Asimismo, Blundell consigue hacer con un puesto de piloto probador en el equipo Williams de Fórmula 1.
En 1990, Blundell ya se ha desligado por completo de la F3000. Ese mismo año, impone un nuevo récord de vuelta rápida en las 24 Horas de Le Mans y logra la pole con un Nissan R90CK oficial, convirtiéndose en el piloto más joven en lograrlo. Sin embargo, abandonó en carrera por falla mecánica. Ese año obtuvo tres podios con Nissan en el Campeonato Mundial de Resistencia, y quedó 11º en el campeonato de pilotos.
En 1991, Blundell debuta en la Fórmula 1 a los mandos de un monoplaza del equipo Brabham. El mejor resultado de su primera temporada fue una sexta plaza lograda en el Gran Premio de Bélgica.
Al año siguiente, no renueva el contrato con Brabham y no dispone de equipo para competir, pero firma un contrato como piloto de pruebas con el equipo McLaren. Compagina dicha tarea compitiendo en otras disciplinas de automovilismo, logrando ganar las 24 horas de Le Mans con un Peugeot 905 oficial.
En 1993, regresa a la Fórmula 1 con el Equipe Ligier. Ese año, logra sus dos primeros podios, terminando 3.º en los Grandes Premios de Sudáfrica y Alemania, y finaliza el campeonato en 10.ª posición.

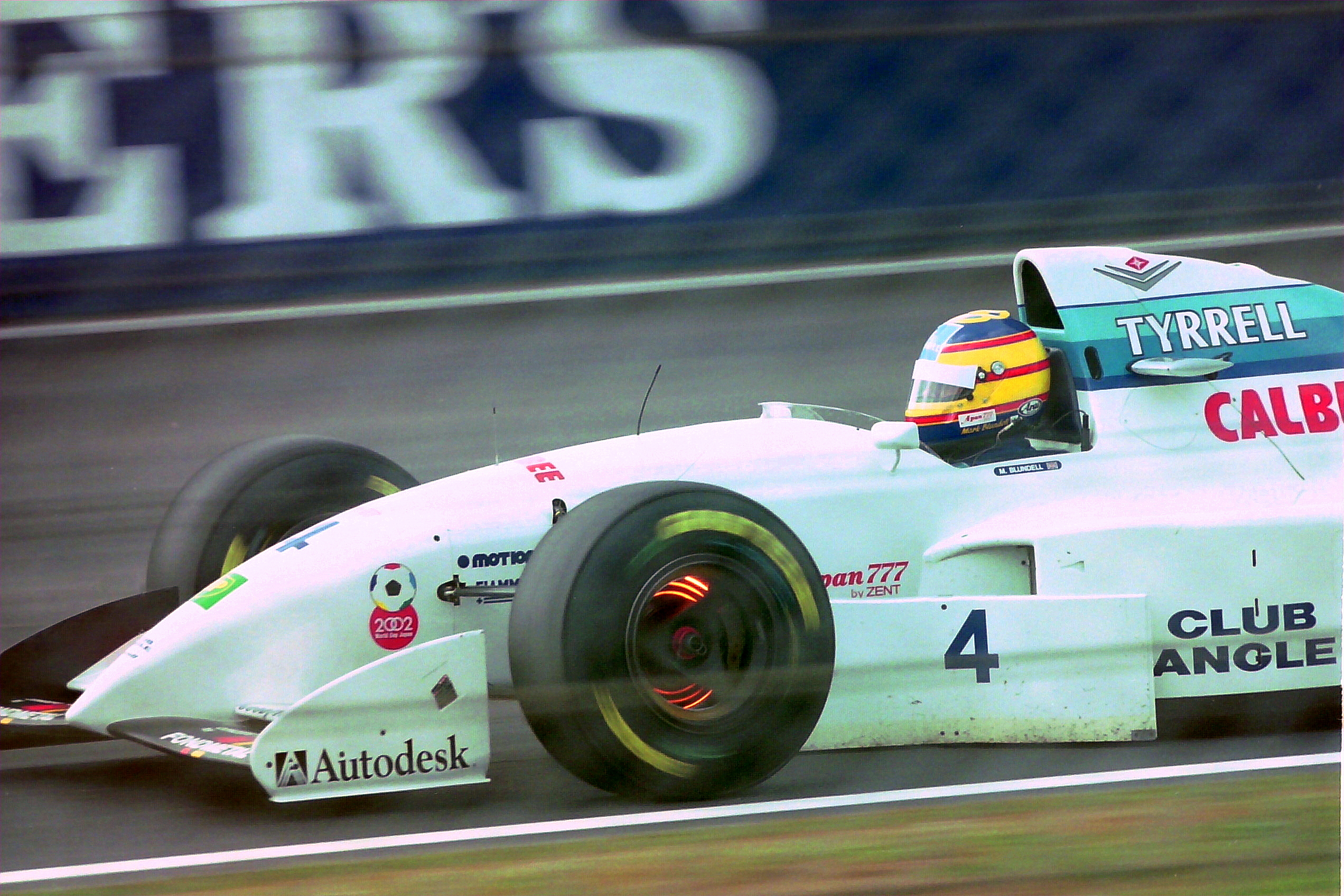
Mark Blundell sobre el Tyrrell 022, en 1994.

En 1994, cambia de escudería y ficha por Tyrrell. A pesar de no ser un año tan bueno como el anterior, vuelve a ser 3º en otro Gran Premio, esta vez en España.
En 1995, deja Tyrrell para ocupar la plaza que Nigel Mansell dejaba libre en McLaren. Consiguió puntuar en cinco carreras y volvió a terminar 10.º en la clasificación final del campeonato. También en 1995, Blundell termina cuarto en las 24 Horas de Le Mans con un McLaren F1 GTR. Este sería su último año como piloto de Fórmula 1, al firmar David Coulthard por McLaren para la temporada siguiente, pero siguió compitiendo en resistencia.

### Paso por la CART
Tras abandonar la Fórmula 1, Blundell se fue a Estados Unidos a competir en la categoría de monozplazas CART, fichando por el equipo PacWest Racing, junto al brasileño Maurício Gugelmin. En su segunda carrera en Jacarepaguá, sufrió un choque que lo obligó a ausentarse durante dos meses. A su retorno, resultó quinto en las 500 Millas de Míchigan, disputada el mismo día que las 500 Millas de Indianápolis de la Indy Racing League. Luego puntuó en otras cuatro carreras y quedó 16º en el campeonato.
En 1997, el británico cosechó tres victorias en Portland, Toronto y Fontana, dos segundos puestos y nueve resultados puntuables en 17 carreras. Así, alcanzó la sexta colocación final.
Blundell continuó corriendo en la CART con PacWest durante tres temporadas. Logró un sexto puesto y tres séptimos como mejores resultados, para quedar 18.º, 23.º y 21.º respectivamente. El piloto abandonó la especialidad al finalizar el año 2000.

### Años posteriores
A su regreso a Europa, Blundell trabajó como comentarista de carreras de Fórmula 1 para la cadena de televisión ITV del Reino Unido desde 2002 hasta 2008.
En 2003, Blundell terminó en segundo lugar en las 24 Horas de Le Mans y tercero en las 12 Horas de Sebring con un Bentley Speed 8 oficial, formando equipo con Johnny Herbert y David Brabham.
El piloto resultó décimo absoluto y cuarto en la clase GT3 de las 24 Horas de Spa de 2010, pilotando un Audi R8 junto a Eddie Cheever entre otros. En 2011, corrió en cuatro fechas de la Grand-Am Rolex Sports Car Series con un Riley-Ford de Michael Shank, obteniendo un cuarto puesto en las 24 Horas de Daytona, un sexto, un séptimo y un noveno.
En 2019, compitió a tiempo completo en el Campeonato Británico de Turismos.

## Vida personal
Está casado y tiene dos hijos.

## Resultados

### Fórmula 1
(Clave) (negrita indica pole position) (cursiva indica vuelta rápida)

| Año     | Escudería                 | 1       | 2       | 3       | 4       | 5       | 6       | 7       | 8       | 9       | 10      | 11    | 12      | 13      | 14      | 15       | 16      | 17    | Pos. | Puntos |
| ------- | ------------------------- | ------- | ------- | ------- | ------- | ------- | ------- | ------- | ------- | ------- | ------- | ----- | ------- | ------- | ------- | -------- | ------- | ----- | ---- | ------ |
| 1991    | Motor Racing Developments | USA Ret | BRA Ret | SMR 8   | MON Ret | CAN DNQ | MEX Ret | FRA Ret | GBR Ret | GER 12  | HUN Ret | BEL 6 | ITA 12  | POR Ret | ESP Ret | JPN DNPQ | AUS 17  |       | 18.º | 1      |
| 1993    | Ligier Gitanes Blondes    | RSA 3   | BRA 5   | EUR Ret | SMR Ret | ESP 7   | MON Ret | CAN Ret | FRA Ret | GBR 7   | GER 3   | HUN 7 | BEL 11  | ITA Ret | POR Ret | JPN 7    | AUS 9   |       | 10.º | 10     |
| 1994    | Tyrrell                   | BRA Ret | PAC Ret | SMR 9   | MON Ret | ESP 3   | CAN 10  | FRA 10  | GBR Ret | GER Ret | HUN 5   | BEL 5 | ITA Ret | POR Ret | EUR 13  | JPN Ret  | AUS Ret |       | 12.º | 8      |
| 1995    | Marlboro McLaren Mercedes | BRA 6   | ARG Ret | SMR     | ESP     | MON 5   | CAN Ret | FRA 11  | GBR 5   | GER Ret | HUN Ret | BEL 5 | ITA 4   | POR 9   | EUR Ret | PAC 9    | JPN 7   | AUS 4 | 10.º | 13     |
| Fuente: |                           |         |         |         |         |         |         |         |         |         |         |       |         |         |         |          |         |       |      |        |